# William McCoy
William McCoy (1763. k. – 1798. április 20.) skót tengerész, a Bounty egyik lázadója.
McCoy azok közé a lázadók közé tartozott, akik Fletcher Christian mellett maradtak, míg a többi lázadó Tahitin szállt ki, legtöbben azonban meghaltak, vagy elfogták őket. McCoy, ahogy a többiek is, tahiti feleséget választott magának, egy Teio nevű nőt, akitől Daniel és Catherine nevű gyereke született.
McCoy is részese volt annak a konfliktusnak, amelynek során Christiant megölték a Pitcairn-szigeteken, ő azonban élve került ki a csetepatéból. Miután jó pár bajkeverőtől megszabadultak, a szigetlakók egy ideig békességben éltek tovább. Ám McCoy és néhányan fájlalták, hogy már nem akad több ital a szigeten, de McCoy idővel rájött, hogyan lehetne szeszt főzni. McCoy és Matthew Quintal, valamint néhány tahiti ember megint kedvükre ihattak, ez pedig ismét felszínre hozta az ellentéteket. McCoy részegen egy magas sziklára tántorgott, ahonnan aztán lezuhant és szörnyethalt. Néhány hónappal később Quintal is meghalt, őt Ned Young és John Adams ölték meg, mert annyira berúgott, hogy a többiek életét fenyegette.
Young és Adams, akik józanul tudtak viselkedni, megszervezték a közösséget, amely ezután békében élt tovább a szigeten.